# Salvadora bairdi
Espèce
Statut de conservation UICN

 LC  : Préoccupation mineure

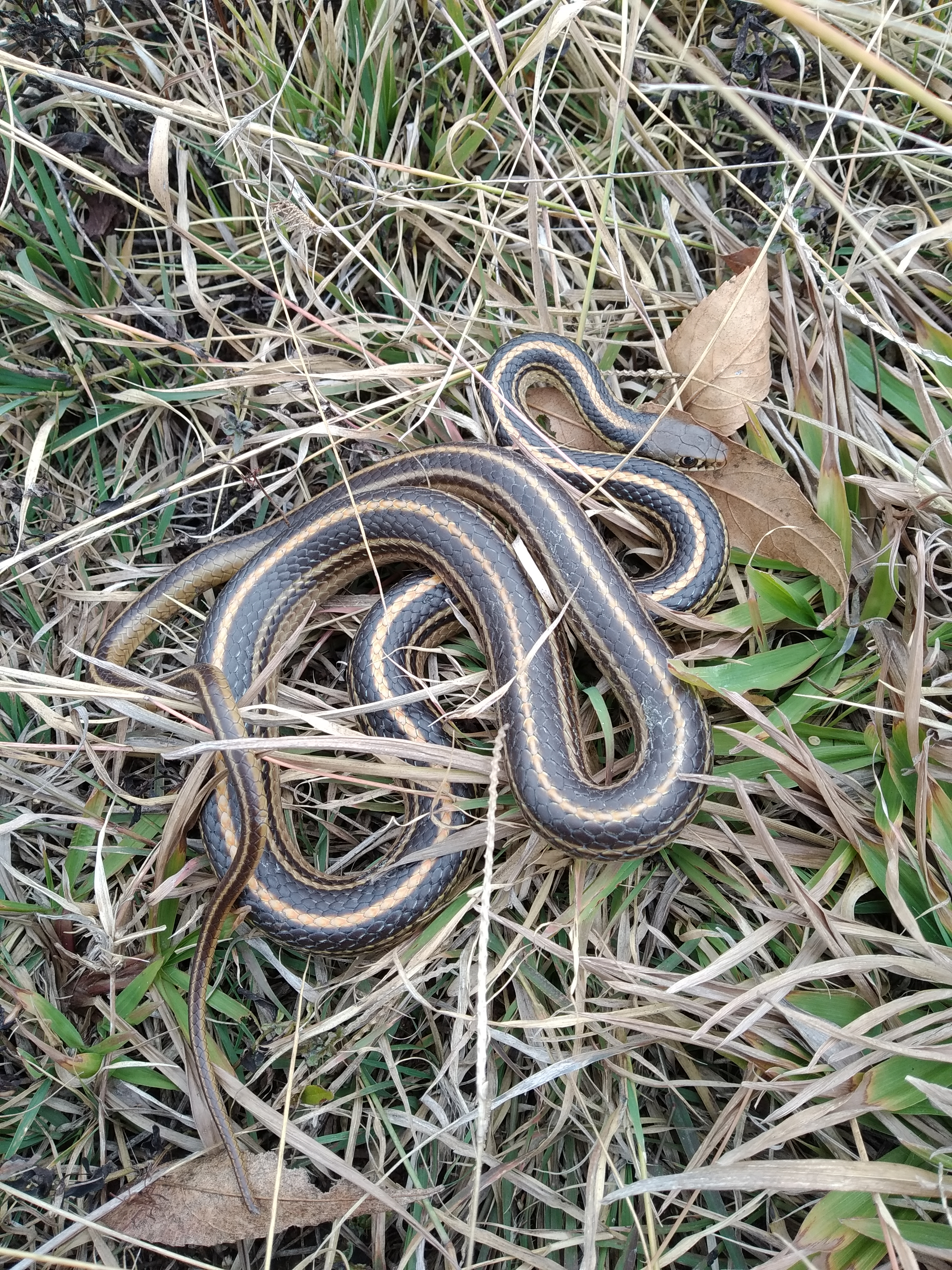
Salvadora bairdi, photographié à Cortijo Nuevo (Michoacán, Mexique).

Salvadora bairdi  est une espèce de serpents de la famille des Colubridae.

## Répartition
Cette espèce est endémique du Mexique. Elle se rencontre dans les États de Aguascalientes, du Michoacán et du Querétaro.

## Étymologie
Cette espèce est nommée en l'honneur de Spencer Fullerton Baird.

## Publication originale
- Jan, 1860 : Iconographie générale des ophidiens. Tome 1, J. B. Balliere et Fils, Paris (texte intégral).